# Полезахисна смуга №1
Полезахисна смуга №1 — ботанічна пам'ятка природи місцевого значення. Об'єкт розташований на території Маловисківського району Кіровоградської області.
Площа — 14 га, статус отриманий у 1968 році.